# 뮈슬리

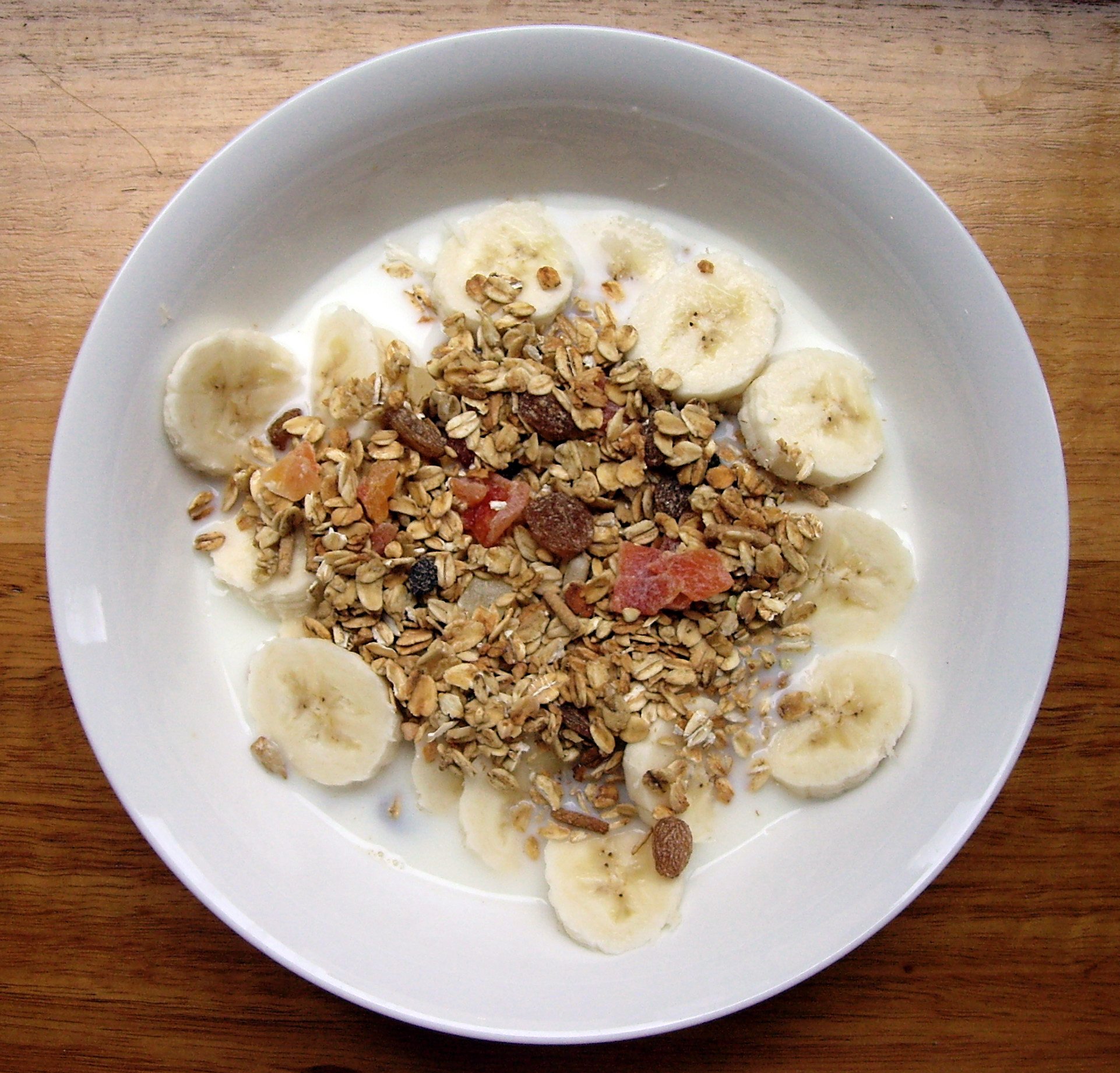
뮈슬리

뮈슬리(독일어: Müsli, 알레만어: Müesli 뮈어슬리)는 오트밀 등의 요리하지 않은 곡물, 말린 과일, 견과류, 씨앗류 등을 혼합한 시리얼의 일종이다. 주로 아침식사 대용으로 우유나 요구르트 등을 넣어 먹는다.

## 같이 보기
- 오트밀
- 그래놀라